# Acropyga guianensis
Acropyga guianensis é uma espécie de formiga do gênero Acropyga, pertencente à subfamília Formicinae.